# Carina Lau
Carina Lau Kar-ling (cinese tradizionale: 劉嘉玲; cinese semplificato: 刘嘉玲; pinyin: Liú Jiālíng; jyutping: Lau4 Gaa1-ling4; Suzhou, 8 dicembre 1965) è un'attrice e cantante cinese naturalizzata canadese, famosa soprattutto per i ruoli da "ragazza della porta accanto" interpretati durante gli anni '80.

## Biografia
Sebbene sia nata nella Cina continentale, Lau è emigrata ad Hong Kong con la famiglia all'età di 15 anni. Lì si iscrisse ai corsi di recitazione dell'emittente TVB.
Dal 1989 ha una relazione con Tony Leung Chiu-Wai, con cui si è sposata il 21 luglio 2008 nel villaggio turistico Uma Paro in Bhutan, di fronte a circa 100 invitati. Tra di essi erano presenti la cantante Faye Wong che si è esibita per la coppia, il regista Wong Kar-wai che ha diretto la cerimonia e il collega attore Eric Tsang, che ha presentato la coppia alla famiglia reale del Bhutan. Tra gli altri ospiti, figuravano anche il regista e produttore Stanley Kwan e l'attrice Brigitte Lin. L'hotel in cui si è tenuto il ricevimento è stato circondato di guardie, per evitare la presenza dei paparazzi.
Il matrimonio è costato più di 30 milioni di dollari di Hong Kong, mentre solo la fede di Carina Lau, un anello Cartier 12 carati (2.4 g), aveva un valore di 10 milioni di dollari di Hong Kong. Il matrimonio ha creato una frenesia mediatica nazionale, con compagnie di intrattenimento che hanno speso centinaia di migliaia di dollari per avere l'occasione di seguire i festeggiamenti.
Carina Lau è stata presidente esecutivo del canale televisivo TVMART di Hong Kong, tuttavia la sua carica ha avuto breve durata a causa di una perdita di 40 milioni di dollari taiwanesi. L'attrice si è espressa con i media dicendo di essere molto ignorante in una simile materia, per cui le sue decisioni hanno avuto un effetto negativo sulla compagnia.

### Rapimento del 1990
Nel 1990, durante le riprese della pellicola Days of Being Wild, Lau è stata rapita per diverse ore. Durante il rapimento le furono scattate parecchie foto in topless. All'epoca la notizia fu riportata sui quotidiani locali attraverso l'agenzia di informazione Reuters, tuttavia non fu compilato nessun rapporto da parte delle forze dell'ordine. Inizialmente si credette che dietro il rapimento ci fosse Albert Yeung, un uomo d'affari di successo con il quale Lau aveva avuto una disputa finanziaria. Tony Leung dichiarò che la fidanzata non volle mai parlare con nessuno di cosa fosse successo durante le ore in cui era stata rapita, neanche con le persone più vicine a lei.
Nel 2008 Lau ha rivelato che quattro uomini l'avevano rapita per conto di un boss della Triade, come "punizione" per aver rifiutato un'offerta per un film. Ha dichiarato, inoltre, che non le fu fatta violenza sessuale durante la brutta esperienza di due ore.

### Incidente della rivistaEast Weekdel 2002
Il 30 ottobre 2002 furono pubblicate delle foto di Carina Lau nuda sulla rivista East Week, a 12 anni di distanza dal rapimento dell'attrice da parte dell'organizzazione criminale. Le foto della donna completamente nuda hanno rivelato lo stato di evidente angoscia dell'attrice. I colleghi del mondo dello spettacolo di Hong Kong hanno tenuto proteste massicce ed hanno proposto petizioni che mettono in dubbio l'etica mediatica dei tabloid e delle riviste di gossip. La rivista East Week ha cessato la sua attività a novembre del 2002, per poi riprenderla tuttavia alla fine dell'anno successivo. Il direttore di East Week Mong, che nel 2009 aveva 52 anni, fu condannato a cinque mesi di carcere dopo essersi dichiarato colpevole della pubblicazione delle foto a dicembre del 2008.

## Filmografia
Come attrice
| Anno | Titolo                                              | Ruolo          | Note |
| ---- | --------------------------------------------------- | -------------- | --- |
| 1984 | The Duke of Mount Deer                              |                | Serie televisiva                                                                                          |
| 1984 | Police Cadet                                        |                | |
| 1986 | Naughty Boys                                        |                | |
| 1987 | Project A II - Operazione pirati 2                  |                | |
| 1987 | Rich and Famous                                     |                | |
| 1987 | Rich and Famous 2                                   |                | |
| 1987 | Scared Stiff                                        |                | |
| 1987 | Armour of God                                       |                | |
| 1988 | The Romancing Star II                               |                | |
| 1988 | Four Lovers                                         |                | |
| 1988 | Profile of Pleasure                                 |                | |
| 1989 | Looking Back In Anger                               |                | |
| 1989 | Return of the Lucky Star                            |                | |
| 1989 | China White                                         |                | |
| 1989 | Four Loves                                          |                | |
| 1989 | Her Beautiful Life Lies                             |                | Nomination - "Miglior Attrice", Hong Kong Film Awards                                                     |
| 1990 | Queen's Bench III                                   |                | |
| 1990 | She Shoots Straight                                 |                | |
| 1990 | Dragon Versus Phoenix                               |                | |
| 1990 | My American Grandson                                |                | |
| 1991 | City Warriors                                       |                | |
| 1991 | The Banquet                                         |                | |
| 1991 | Days of Being Wild                                  |                | Nomination - "Miglior Attrice", Golden Horse Awards Nomination - "Miglior Attrice", Hong Kong Film Awards |
| 1991 | Saviour of the Soul                                 |                | |
| 1992 | The Night Rider                                     |                | |
| 1992 | Lord of East China Sea                              |                | |
| 1992 | Girls Without Tomorrow 1992                         |                | |
| 1992 | Love: Now You See It... Now You Don't               |                | |
| 1992 | Center Stage                                        |                | |
| 1993 | Kung Fu Cult Master                                 |                | |
| 1993 | Crazy Hong Kong                                     |                | |
| 1993 | Deadful Melody                                      |                | |
| 1993 | Rose, Rose, I Love You                              |                | |
| 1993 | Lady Super Cop                                      |                | |
| 1993 | Lover of the Swindler                               |                | |
| 1993 | The Eagle Shooting Heroes                           |                | |
| 1993 | Shadow Cop                                          |                | |
| 1993 | Legend of Prince                                    |                | |
| 1993 | He Ain't Heavy, He's My Father                      |                | |
| 1993 | Love on the Rooftops                                |                | |
| 1993 | Lord of East China Sea 2                            |                | |
| 1994 | He's a Woman, She's a Man                           |                | |
| 1994 | Gigolo and Whore                                    |                | Nomination - "Miglior Attrice", Hong Kong Film Awards                                                     |
| 1994 | Ashes of Time                                       |                | |
| 1994 | C'est la vie, mon chéri                             |                | |
| 1996 | Who's the Woman, Who's the Man                      |                | |
| 1996 | Forbidden City Cop                                  |                | |
| 1997 | Intimates                                           |                | "Miglior Attrice", Golden Bauhinia Awards Nomination - "Miglior Attrice", Hong Kong Film Awards           |
| 1998 | Love Generation Hong Kong                           |                | |
| 1998 | Flowers of Shanghai                                 |                | |
| 2001 | La Brassiere                                        |                | |
| 2001 | Cop Shop Babes                                      |                | |
| 2002 | Mighty Baby                                         |                | |
| 2003 | Infernal Affairs 2                                  |                | Nomination - "Miglior Attrice", Hong Kong Film Awards                                                     |
| 2003 | Infernal Affairs 3                                  |                | |
| 2004 | 2046                                                |                | |
| 2004 | Itchy Heart                                         |                | |
| 2004 | Sex and the Beauties                                |                | |
| 2006 | Curiosity Kills the Cat                             |                | "Miglior Attrice", Golden Rooster Awards Nomination - "Miglior Attrice", Golden Horse Awards              |
| 2010 | Showtime                                            |                | |
| 2010 | Detective Dee e il mistero della fiamma fantasma    | Imperatrice Wu | "Miglior Attrice", Hong Kong Film Awards                                                                  |
| 2010 | Let the Bullets Fly                                 |                | Nomination - "Miglior Attrice non Protagonista", Asian Film Awards                                        |
| 2011 | All's Well, Ends Well 2011                          |                | |
| 2013 | Bends                                               |                | |
| 2013 | Young Detective Dee - Il risveglio del drago marino | Imperatrice Wu | |
| 2014 | Beijing Love Story                                  |                | |
| 2018 | Detective Dee e i quattro Re celesti                | Imperatrice Wu | |

Come membro della crew
- Forbidden City Cop, costumista (1996)

## Discografia
- My Real Love, 真情流露 (album mandarino insieme a Tony Leung) (1994)
- Believe in Love, 相信愛情 (1995?)
- Cooling Love, 情冷卻 (1999)
- Sadly & the Rose, 《無免怨嗟》—電視劇《多桑與紅玫瑰》主題歌 (colonna sonora televisiva insieme ad Anita Mui) (2001)[15]

## Premi
- "Miglior Attrice", Golden Bauhinia Awards (Ji Sor) (2008)